# Зухба, Анатолий Шугович
Зухба Анатолий Шугович (абх. Зыхәба Анатоли Шьыгә-иԥа; 20 сентября 1929, Абгархук, Гудаутский район, Абхазская АССР — 1 августа 2004, Сухум, Республика Абхазия) — абхазский писатель, филолог, литературовед. С 1980 по 2004 Заведующий кафедрой абхазского языка и литературы Абхазского государственного университета, член Союза писателей Республики Абхазия.

## Биография
Зухба Анатолий Шугович родился 20.09.1929 г., в Абхазской АССР, Гудаутского района в с. Абгархук
В 1947 г. окончил Абгархукскую семилетнюю школу, в 1950 г. – Дурипшскую среднюю школу. В 1955 г. окончил с отличем филологический факультет Тбилисского Государственного университета по специальности «Кавказские языки».
В 1967 г. окончил очную аспирантуру АН СССР Института народов Азии, защитил ученую степень кандидата филологических наук на тему: «Фольклор и становление абхазской художественной прозы».
Активный участник национально-освободительного движения абхазского народа 70–90-х годов. Один из подписавших известное обращение «Письмо 130» представителей абхазской интеллигенции к руководству Советского Союза, отправленное в апреле 1977 года.
Это письмо стало одним из ключевых документов, отражающих стремление абхазского народа защитить свою национальную идентичность и восстановить права, утраченные в результате политических решений принятых в 1931 г.
В 1967–1989 г.г., работал доцентом кафедры абхазской литературы в Сухумском Государственном Педагогическом Институте.
С 1980 по 2004 гг., – занимал должность Заведующего кафедрой абхазского языка и литературы Абхазского государственного университета.

## Семья
- Отец — Зухба Шуг
- Мать — Лолуа Мария
- Жена — Чкотуа Алина Кучировна

У Анатолия Шуговича три сына
- Сын — Лаша Анатольевич  — Общественно-политический деятель, сопредседатель общественной организации «Союз Ветеранов и Молодежи Апсны»[4], историк, ветеран Отечественной войны Народа Абхазии, кавалер ордена «Леона»
- Сын — Аслан Анатольевич — предприниматель, ветеран Отечественной войны Народа Абхазии, награждён «Медалью за отвагу».
- Сын — Зураб Анатольевич — предприниматель, ветеран Отечественной войны Народа Абхазии, награждён «Медалью за отвагу».